# Nina Nijstad
Nina Iyobosa Nekpen Nijstad (Leeuwarden, 5 maart 2003) is een Nederlands voetbalster, die speelt als middenvelder voor PSV in de Vrouwen Eredivisie. Ze maakt deel ook uit van de selectie van het Nederlands elftal.

## Carrière

### Club
Nijstad begon op achtjarige leeftijd met voetballen bij LAC Frisia 1883 uit Leeuwarden. In 2018 stapte ze over naar sc Heerenveen. Het eerste seizoen speelde ze bij O16 en de volgende twee seizoenen bij de Beloften. Haar Eredivisiedebuut maakte ze op 12 maart 2021 in de wedstrijd sc Heerenveen – FC Twente, toen ze in de 80ste minuut inviel voor Alieke Tuin. Vanaf het seizoen 2021/22 maakte Nijstad deel uit van de selectie van het eerste elftal van sc Heerenveen, waarvan ze een jaar later aanvoerder werd. Nijstad begon in het eerste elftal als verdediger, maar speelde later doorgaans op het middenveld. Met ingang van het seizoen 2023/24 maakte Nijstad de overstap naar PSV. Bij PSV is ze een vaste waarde in de basiself. Op 10 april 2024 verlengde ze haar contract bij PSV tot medio 2028.

### Als international
Nina Nijstad maakte haar debuut als international in Oranje O19, in een EK-kwalificatieduel tegen Portugal O19 op 6 april 2022. In augustus 2022 bereikte ze met Oranje O20 de vierde plaats op het Wereldkampioenschap O20 in Costa Rica. Nijstad kwam daarna 14 keer uit voor Jong Oranje. In april 2024 maakte Nijstad voor het eerst deel uit van de selectie van het Nederlands elftal. Op 25 oktober 2024 debuteerde Nijstad in een vriendschappelijke wedstrijd tegen Indonesië. In diezelfde wedstrijd maakte Nijstad haar eerste twee interlanddoelpunten in een 15-0 recordzege op het Aziatische land.

## Statistieken

### Club
| Seizoen | Club          | Competitie | Wedstrijden | Doelpunten |
| ------- | ------------- | ---------- | ----------- | ---------- |
| 2020/21 | sc Heerenveen | Eredivisie | 5           | 0          |
| 2021/22 | sc Heerenveen | Eredivisie | 24          | 0          |
| 2022/23 | sc Heerenveen | Eredivisie | 15          | 1          |
| 2023/24 | PSV           | Eredivisie | 19          | 4          |
| Totaal  | Totaal        | Totaal     | 63          | 5          |

Laatste update: 20 april 2024

### Als international
|           | Team | Wedstrijden | Doelpunten |
| --------- | ---- | ----------- | ---------- |
| Nederland | O19  | 3           | 0          |
| Nederland | O20  | 6           | 0          |
| Nederland | O23  | 14          | 2          |
| Totaal    |      | 23          | 2          |

Laatste update: 11 april 2024